# Rhinolophus beddomei
Rhinolophus beddomei és una espècie de ratpenat de la família dels rinolòfids. Viu a l'Índia i Sri Lanka. El seu hàbitat natural són els boscos humits i secs tropicals densos. No hi ha cap amenaça significativa per a la supervivència d'aquesta espècie, tot i que està afectada per la desforestació per a la fusta, la llenya i l'ús agrícola.